# Ter (fiume)
Il Ter è un fiume della Spagna nordorientale. Nasce a Ulldeter a 2.480 metri di altitudine ai piedi di un circo glaciale nella comarca pirenaica del Ripollès, in Catalogna, nei pressi della località di Setcases e, dopo aver percorso poco più di 200 km, sfocia nel Mar Mediterraneo a valle di Torroella de Montgrí.

## Descrizione
Il Ter, lungo 208 chilometri, è il fiume più lungo e quello di maggior portata (25 m³/s) dei bacini interni catalani. Nasce a Ulldeter, nei Pirenei orientali, e attraversa le comarche Ripollès, Osona, Selva, e Gironès, passando per la città di Girona, ed il Baix Empordà, sfociando nel Mediterraneo nella Gola del Ter, tra i paesi di l'Estartit e Pals. Tra Osona e la Selva si situa il sistema di bacini Sau-Susqueda-Pasteral, destinati a regolare la portata, alla produzione di energia idroelettrica ed all'apporto di 8 m³/s di acqua all'area metropolitana di Barcellona.

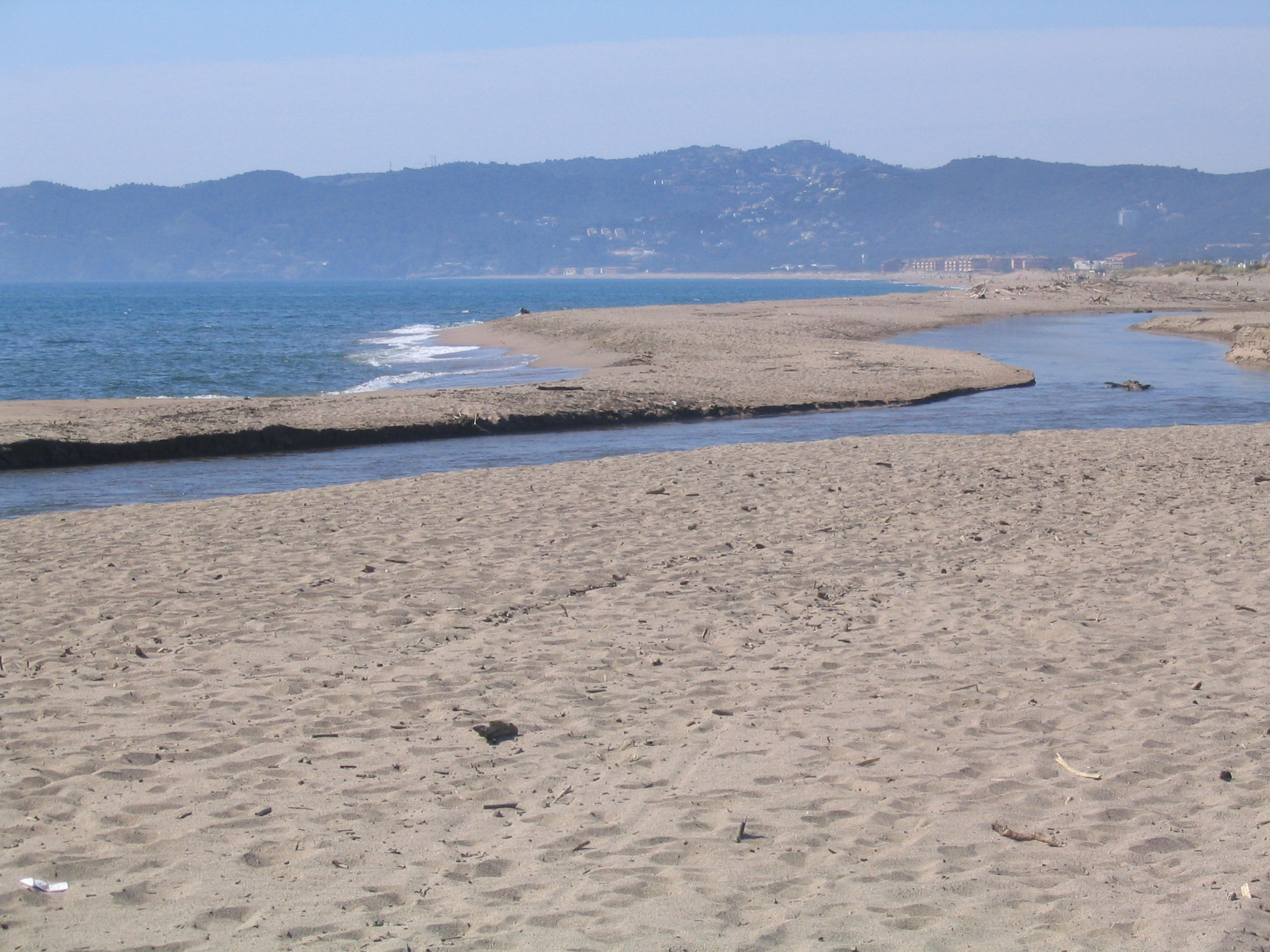
la foce del Ter

Lungo il Ter, così come con il Llobregat, si installarono molte colonie industriali tessili che fomentarono l'industrializzazione della Catalogna, come ad esempio il Canal Industrial del Ter di Manlleu. Lungo il suo corso sono state installate circa 200 dighe, oggi destinate in maggioranza alla produzione di elettricità, dato che la produzione tessile si spostò alla fine del XX secolo verso l'Asia e l'Europa orientale, anche se molte industrie si riciclarono e utilizzano l'energia idraulica. Allo stesso tempo, l'agricoltura irrigua non è molto abbondante, ed è presente principalmente nelle comarche della provincia di Girona e nel Baix Empordà, con la diga di Colomers, che irriga una produzione di frutteti.

### Bacini artificiali
Capacità 407 hm³
- Lago di Susqueda (altezza 135 m, diga ad arco, superficie 466 ha, capacità 233 hm³)[1]
- Lago del Pasteral (Altezza 33 m, diga a gravità, superficie 35 ha, capacità 2 hm³)
- Lago di Colomers (altezza 15 m, diga a gravità, superficie 70 ha, capacità 1 hm³)
- Lago di Seva (fiume Gurri) (altezza 15 m, diga a gravità, superficie 2 ha, capacità <1 hm³)

### Affluenti
- Ritort
- Freser
  - Rigard
  - Río de Nuria
- Riera de Vallfogona
- Ges
  - Fornés
- Riera de Sorreigs
- Gurri
- Riera de les Gorgues
- Riera Major
- Riera de Rupit
  - Riera de l'Om
- Brugent
- Riera d'Osor
- Riera de Llémena
- Güell
- Onyar
- Terri

### Località attraversate
- Setcases
- Vilallonga de Ter
- Llanars
- Camprodon
- Sant Pau de Segúries
- Sant Joan de les Abadesses
- Ripoll
- Montesquiu
- Sant Quirze de Besora
- Torelló
- Les Masies de Voltregà
- Manlleu
- Roda de Ter
- Sant Romà de Sau
- la Cellera de Ter
- Anglès
- Bescanó
- Salt
- Girona
- Sarrià de Ter
- Sant Julià de Ramis
- Medinyà
- Cervià de Ter
- Colomers
- Torroella de Montgrí
- L'Estartit